# NGC 2528
NGC 2528 je galaksija u zviježđu Risu.

## Vanjske poveznice
- SEDS: NGC 2528